# Luna (drone)
Pour les articles homonymes, voir Luna.

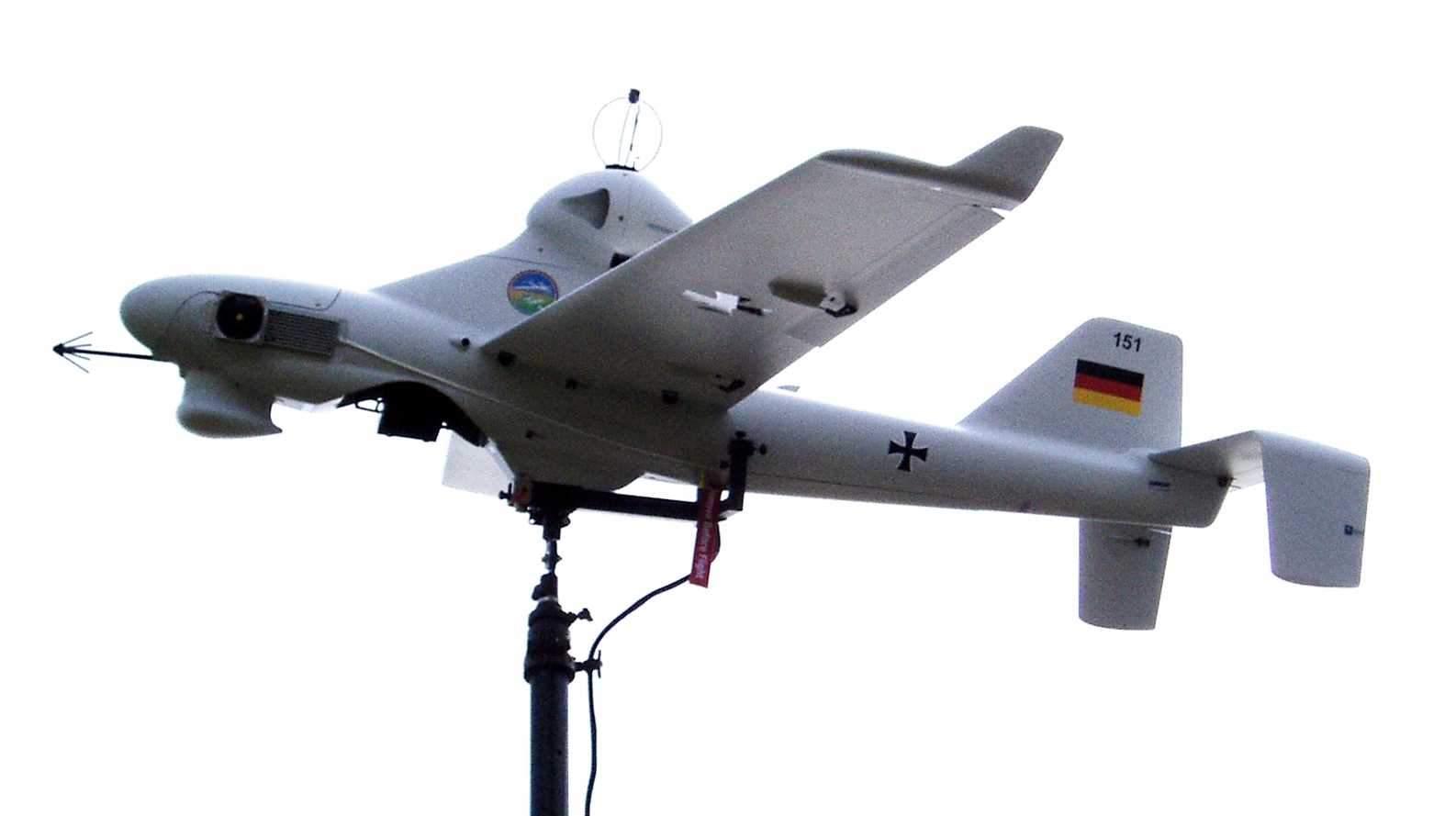
Le drone de reconnaissance et de guerre électronique Luna X 2000 de l'armée allemande

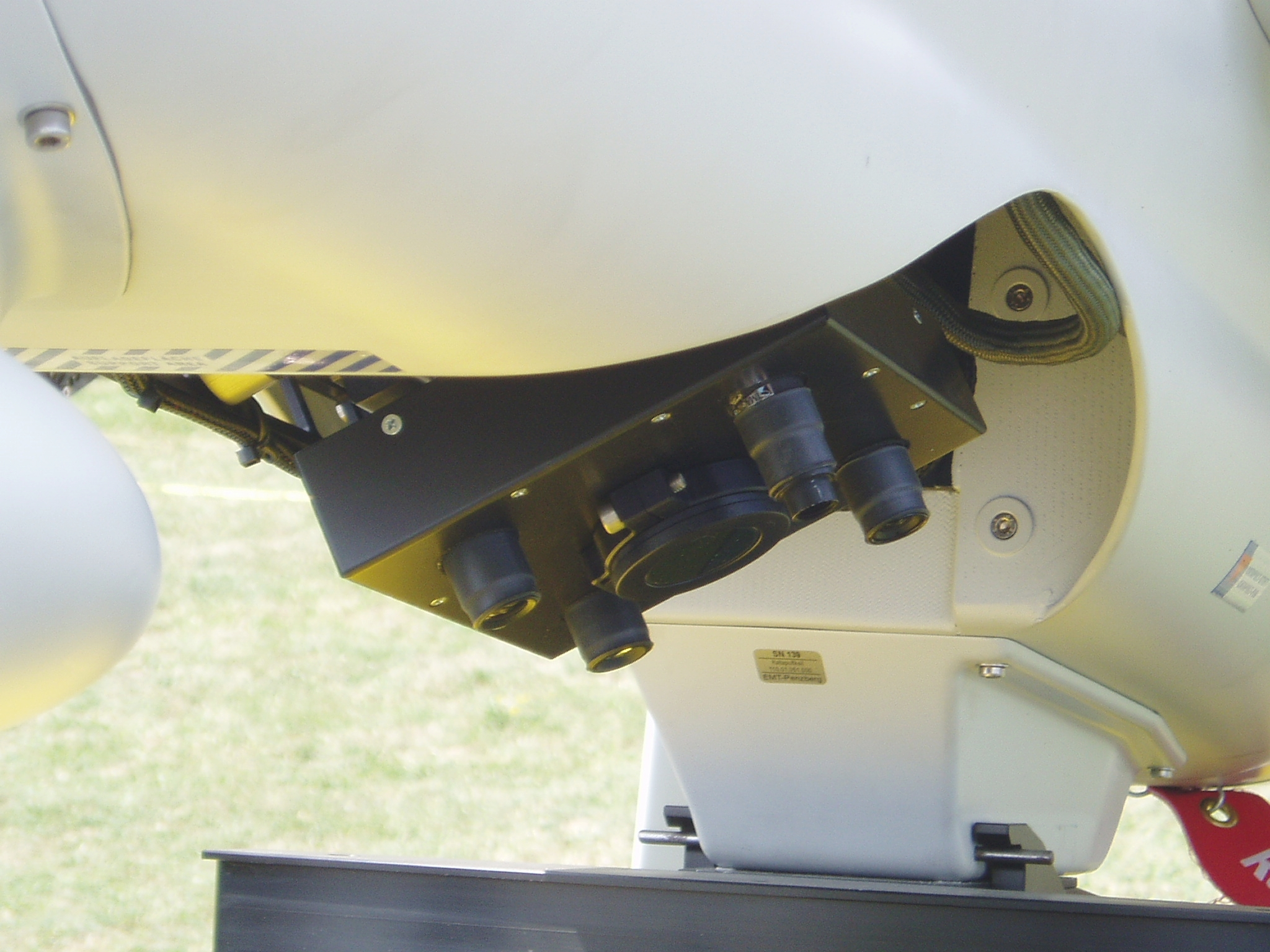
Une des caméras qui peut être installée sur le Luna

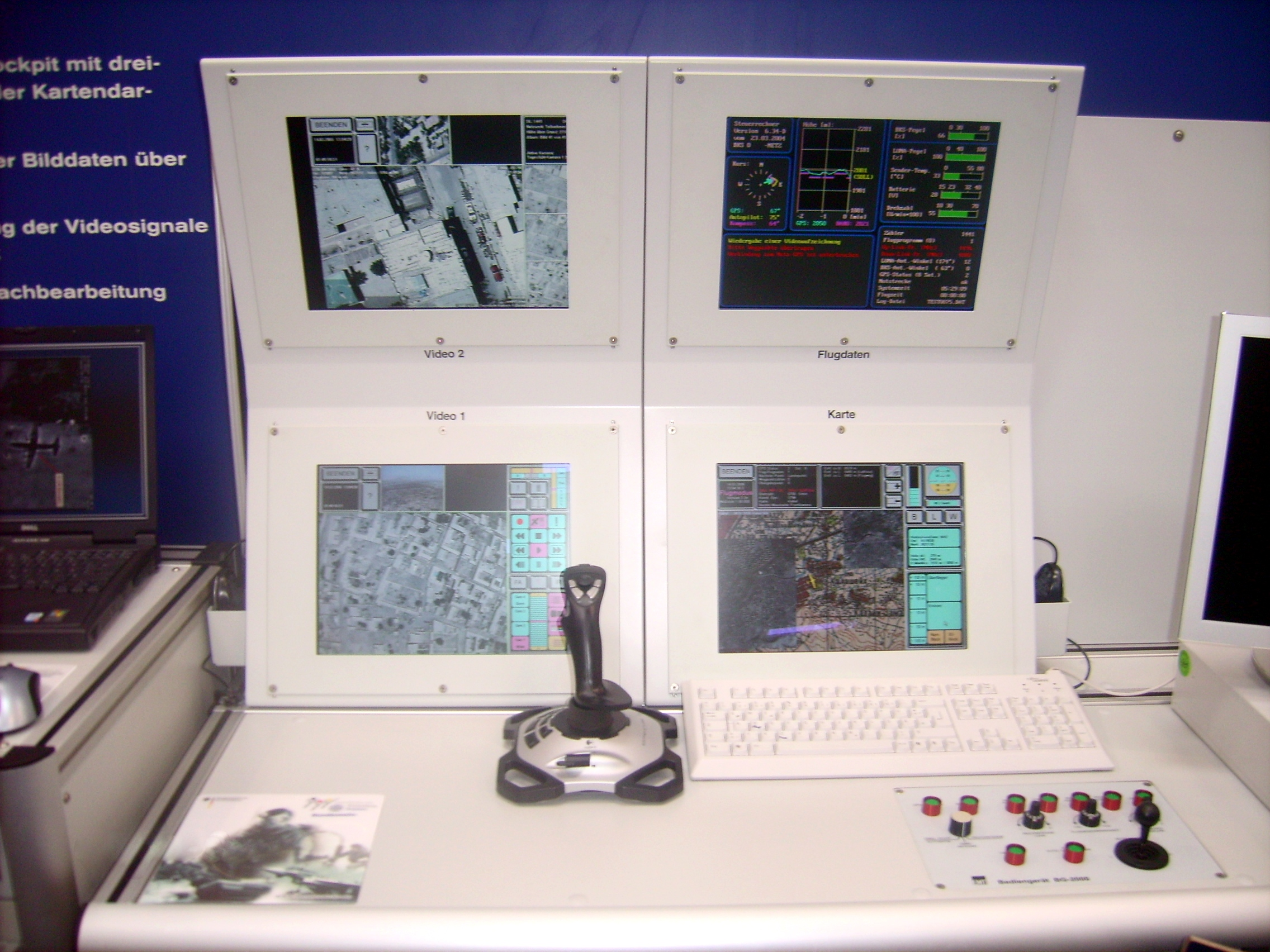
La station de contrôle, qui peut être installée dans un véhicule ou un "shelter" militaire

Le Luna X 2000 (Luftgestützte Unbemannte Nahaufklärungs-Ausstattung) est un drone tactique de reconnaissance et de guerre électronique, en service dans la Bundeswehr (armée de terre) depuis mars 2000. Il est fabriqué par l'Allemand EMT Penzberg.

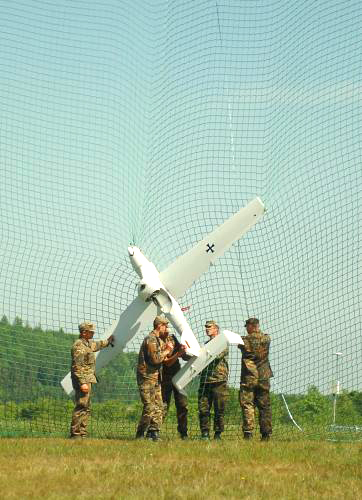
La récupération du Luna peut se faire par un système de parachute, ou par filet, comme ici. À noter sa taille importante au regard de sa masse réduite de moins de 40 kg.

## Missions
Il est conçu pour des missions de reconnaissance tactique (au-delà de la colline, à plus de 65 km de distance) ; il est capable de transmettre en temps réel des données provenant de caméras de jour ou infrarouges, ou d'un radar miniature à ouverture synthétique. Il peut également prendre des photographies à haute résolution, et  en outre, accomplir des tâches telles que la récolte d'échantillons de particules de l'atmosphère pour détecter une éventuelle contamination, des missions MRE, de guerre électronique (brouillage radio, brouillage radar), de relais radio. Il peut être doté de différentes charges de mission selon la tâche à accomplir.
Le drone est lancé par une catapulte à élastique. Il suit une route pré-programmée qui peut être modifiée en vol en cas de besoin. À la fin de sa mission, il est récupéré dans un filet ou à l'aide d'un parachute et d'amortisseurs d'impact.

## Structure
Le Luna est conçu à partir d'une cellule de planeur en fibre de verre, ce qui lui procure la capacité de planer moteur arrêté pendant un moment afin de réduire sa signature acoustique.

## Emploi opérationnel
Des drones Luna sont utilisés par les forces allemandes de la KFOR depuis 2000. Ils ont également été déployés depuis 2003 par les troupes de la Bundeswehr présentes en Afghanistan. En juin 2010, ils avaient accumulé plus de 6 000 vols opérationnels.
Les autorités allemandes ont reconnu avoir perdu un drone Luna en Afghanistan, sur défaillance mécanique, le 28 juillet 2010. Bien qu'il ait pu se poser au sol sans trop de dommages, il a été abandonné sur place à cause de la présence d'IED et « d’insurgés ».

## Contrats
A la mi 2009, 4 systèmes supplémentaires ont été commandés, portant le nombre total de drones à 40 Luna, 8 stations de contrôle, 8 catapultes, et autant de systèmes de récupération par filet.
Au printemps 2010, un contrat de vente aurait été envisagé avec le Pakistan, portant sur 4 ou 5 drones et les installations de contrôle au sol, pour un montant entre 20 et 30 millions de dollars,.

## Spécifications[6]
- Motorisation : bicylindre 2 temps entraînant une hélice propulsive
- Vitesse : 70 km/h
- Plafond opérationnel : 3 500 m au-dessus du niveau de la mer
- Autonomie : 6 heures (jusqu'à 8 heures dans certaines configurations)
- Longueur : 2,36 m
- Envergure : 4,17 m
- Poids au décollage : 32 à 37 kg